# Benjamin Constant
Pour les articles homonymes, voir Constant et Benjamin Constant (homonymie).
Benjamin Constant de Rebecque, né le 25 octobre 1767 à Lausanne et mort le 8 décembre 1830 à Paris, est un romancier, homme politique, et intellectuel (philosophe) français d'origine suisse vaudoise.
Républicain et engagé en politique depuis 1795, il soutient le coup d'État du 18 fructidor an V (4 septembre 1797), puis celui du 18 Brumaire (an VIII : 9 novembre 1799). Il devient, sous le Consulat, le chef de l'opposition libérale dès 1800. Après avoir quitté la France pour la Suisse puis l'Allemagne, il se rallie à Napoléon pendant les Cent-Jours, et revient en politique sous la Restauration. Élu député en 1819, il le sera encore à sa mort en 1830. Chef de file de l'opposition libérale, connue sous le nom des célèbres « Indépendants », il est l'un des orateurs les plus en vue de la Chambre des députés et défend le régime parlementaire. Lors de la révolution de Juillet, il soutient l'installation de Louis-Philippe sur le trône.
Auteur de nombreux essais sur des questions politiques ou religieuses, Benjamin Constant a également écrit des romans psychologiques sur le sentiment amoureux comme Le Cahier rouge (1807) et Adolphe (1816), où se retrouvent des éléments autobiographiques de son amour pour les nombreuses femmes de sa vie.

## Biographie

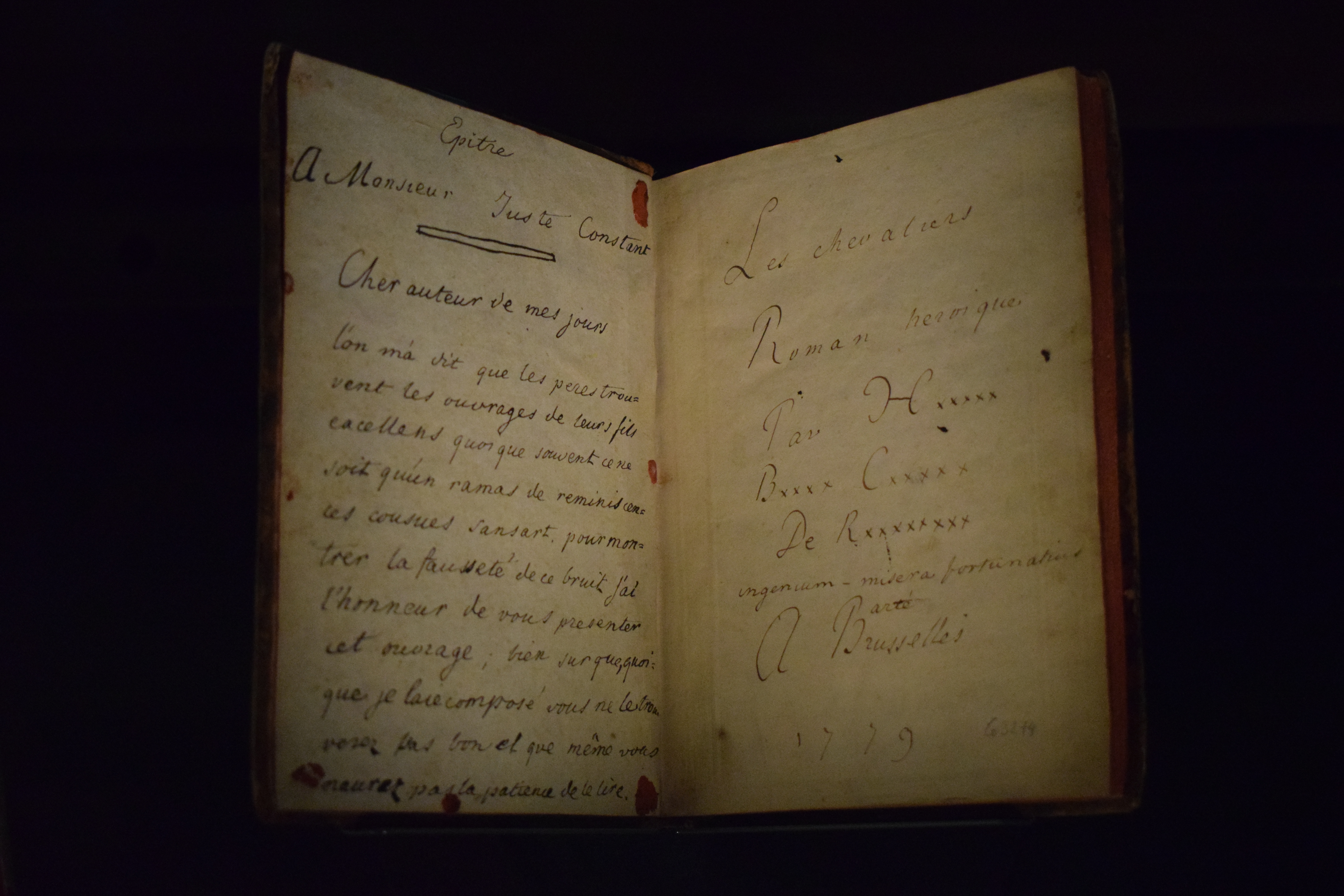
Les Chevaliers, roman héroïque en cinq chants, composé par Benjamin Constant à l'âge de douze ans.

### Famille et formation
Benjamin Constant naît le 25 octobre 1767 à Lausanne en Suisse, fils unique de Louis-Arnold-Juste Constant de Rebecque (1726-1812), colonel dans un régiment suisse au service de la Hollande (stationné à Huningue en septembre 1772) et d'Henriette-Pauline de Chandieu-Villars, qui meurt des suites de ses couches le 10 novembre 1767 à l'âge de 25 ans. La famille Constant de Rebecque est huguenote, originaire de l'Artois et devenue protestante au XVIe siècle. Elle se réfugie dans la région de Lausanne après la révocation de l’Édit de Nantes (1685).

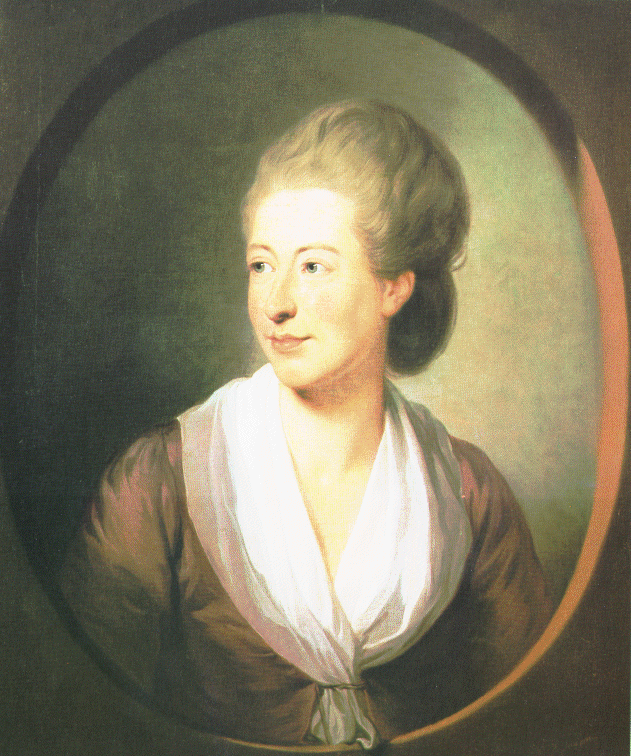
Isabelle de Charrière.

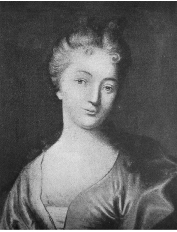
Léon-Pascal Gland, Louise-Julie Carreau-Talma avec qui Constant se lie d'amitié.

Suivant son père constamment en voyage, il passe sa jeunesse entre Lausanne, Bruxelles (1779), les Provinces-Unies (1780) et l'Angleterre (1780). Il fait ensuite ses études à l'université d'Erlangen en Bavière (1782), d'où à la suite d'un duel, son père l'expédie en Écosse à l'université d'Édimbourg (1783-85). Il passe la plus grande partie de sa vie en France, en Suisse et au Royaume-Uni. En 1787, il rencontre à Paris Mme de Charrière, avec laquelle il entame une liaison et une longue correspondance. Son père l'attache en mars 1788 comme chambellan à la cour de Brunswick, où il épouse le 8 mai 1789 Johanne Wilhelmine Luise, dite « Minna », baronne de Cramm (1758-1825) et dame d'honneur de la duchesse de Brunswick Augusta de Hanovre, puis devient conseiller de légation. Le 11 janvier 1793, il rencontre Charlotte de Hardenberg (1769-1845), fille d'un conseiller de légation et nièce de Hardenberg, mariée depuis 1787 à Wilhelm Albrecht Christian, baron de Mahrenholz (1752-1808), avec laquelle il se lie d'amitié. Charlotte divorce, tandis que les Constant se séparent fin mars 1793, avant d'engager en juin 1794 une procédure de divorce, lequel est prononcé le 18 novembre 1795,,. Après le départ de Constant en août 1794, Charlotte se remarie à Brunswick le 14 juin 1798 avec le vicomte Alexandre-Maximilien du Tertre (1774-1851), un émigré français dont elle divorce en mai 1807. Après l'avoir rencontrée le 18 septembre 1794 à Lausanne, il entretient de 1794 à 1810 une liaison fameuse avec Germaine de Staël. La paternité de la fille de cette dernière, Albertine, lui est attribuée. La richesse de leurs échanges intellectuels au sein du Groupe de Coppet en fait l'un des couples les plus en vue de leur époque. Il échange une longue correspondance avec sa cousine Rosalie, pour qui il a beaucoup d'affection.

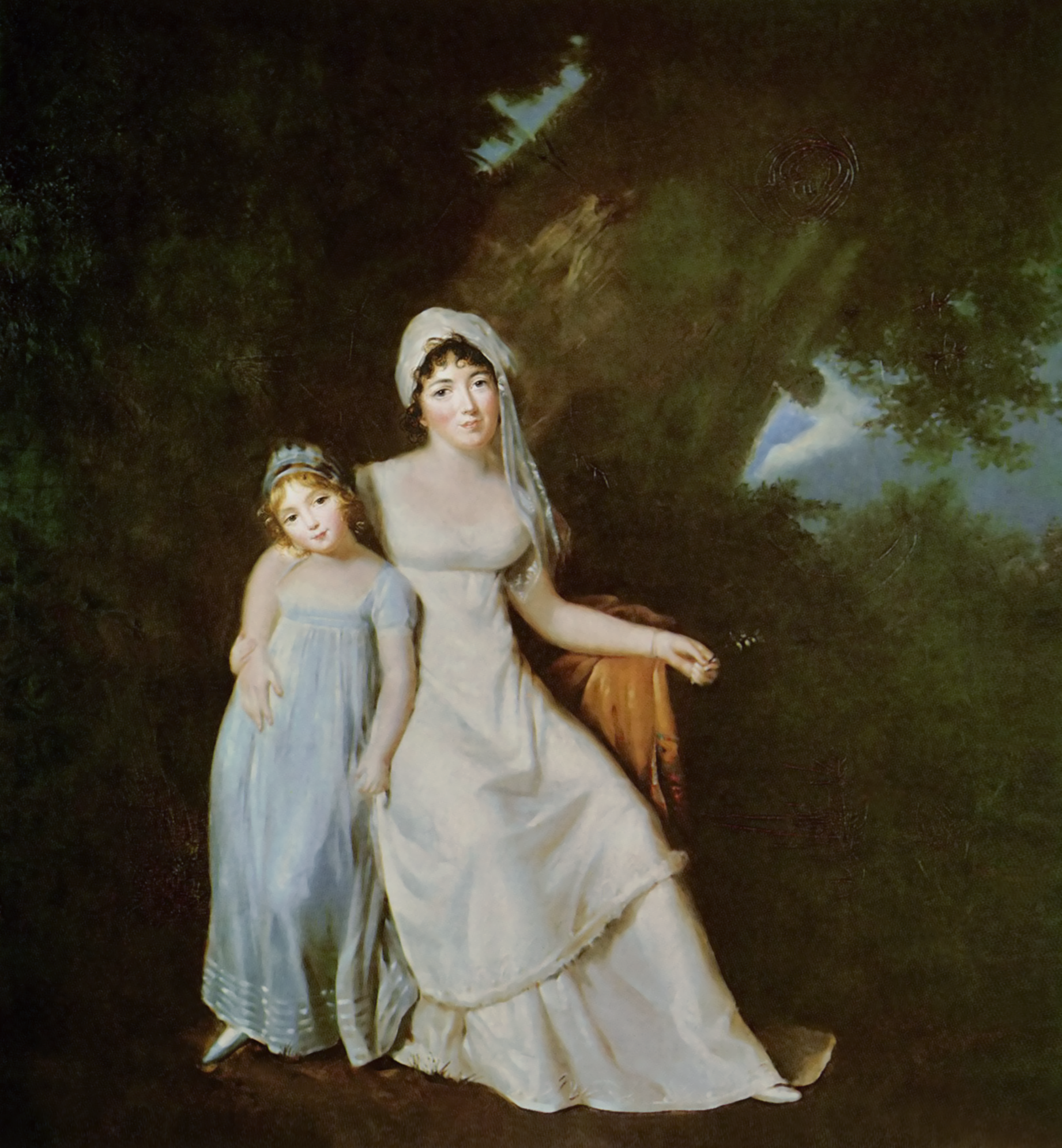
Mme de Staël avec sa fille Albertine, fille présumée de Constant vers 1805.

Or, le 5 juin 1808, Benjamin et Charlotte se marient en secret. Charlotte reste l'épouse de Benjamin jusqu'à la mort de celui-ci en 1830, et meurt elle-même en juillet 1845.

### Sous la Révolution française
Quittant la Suisse, Benjamin Constant arrive à Paris avec Mme de Staël le 25 mai 1795, peu après la journée de prairial, et fait ses débuts politiques. Il est très actif dans la vie publique durant la deuxième moitié de la Révolution française.
Il commence par publier un violent réquisitoire contre le projet de décret des deux-tiers, avant de faire volte-face, un mois plus tard, et d'appeler, sous l'influence de Jean-Baptiste Louvet de Couvray, avec lequel il s'est lié d'amitié, au soutien de la constitution de l'an III et des conventionnels qui l'ont enfantée. Il publie les « Lettres à un député de la Convention » dans les Nouvelles politiques, nationales et étrangères de Suard (24-26 juin 1795). Le 15 octobre 1795, le Comité de salut public exilant Mme de Staël, il la suit dans sa propriété de Coppet sur les rives du lac Léman, en Suisse.
Il se fait naturaliser français grâce à une loi du 15 décembre 1790 déclarant Français les descendants de familles expatriées pour cause de religion (les protestants en l'occurrence), à condition qu'ils s'installent en France.
Le 20 thermidor an III (7 août 1795), il achète l'abbaye d'Hérivaux située près de Luzarches.
Entre l'insurrection royaliste du 13 vendémiaire an IV (1795) et celle du coup d'État du 18 fructidor an V (1797), il s'émancipe quelque peu de la tutelle et du salon de Mme de Staël et se lie avec Paul Barras, l'un des cinq directeurs du Directoire, s'engageant en faveur de la politique directoriale. Mi-avril 1796, il publie sa première brochure politique importante : De la force du gouvernement actuel et de la nécessité de s'y rallier, insérée dans Le Moniteur. Fin mai-début juin 1797, il publie Des effets de la Terreur à la suite de la seconde édition de De la force du gouvernement actuel et de la nécessité de s'y rallier. Devenu orateur au Cercle constitutionnel de la rue de Lille, qui réunit les républicains modérés, il s'oppose au club de Clichy.
Après le coup d'État du 18 fructidor an V, il sollicite auprès de Barras, dans une lettre datée du 27 mars 1798, d'être agréé par le gouvernement comme candidat officiel, mais sans succès. Le virage à gauche du Directoire et la poussée électorale des Néojacobins le marginalisent. La presse directoriale et néojacobine lance de vives campagnes contre ce « professeur d'oligarchie ». Lors des élections de l'an VI (1798), il subit un échec cuisant. Malgré la mobilisation des réseaux de Mme de Staël, il ne parvient pas à devenir député du Léman. De retour à Paris, exclu de la compétition électorale de l'an VII (1799), il se lie avec Sieyès, nommé au Directoire le 16 mai 1799, et soutient ses projets de révision constitutionnelle.
Absent de Paris du 14 au 17 brumaire pour se porter à la rencontre de Mme de Staël, alors de retour dans la capitale, il y arrive en sa compagnie le soir du 18 brumaire (9 novembre 1799). Le lendemain, il assiste à Saint-Cloud au coup d'État de Bonaparte. Le 24 décembre, Sieyès, qui est alors occupé à placer ses amis et alliés, le fait nommer au Tribunat, malgré de nombreuses oppositions et les réticences de Bonaparte.
Avec d'autres libéraux, il s'oppose bientôt à la monarchisation du nouveau régime, notamment à l'établissement des tribunaux spéciaux, et participe à la rédaction définitive du Code civil. Le 5 janvier 1800, il prononce au Tribunat son premier discours, qui le fait apparaître comme le chef de l'opposition libérale, dans lequel il dénonce « le régime de servitude et de silence » qui se prépare. L'été 1801 voit son départ pour la Suisse, et, le 17 janvier 1802 il est écarté du Tribunat.
Éloigné de Paris avec Mme de Staël sur l'ordre de Bonaparte en 1803, ils passent à l'Électorat de Saxe. À Weimar, ils rencontrent Friedrich von Schiller, Johann Wolfgang von Goethe, Christoph Martin Wieland et Johann Gottfried von Herder. Nommé membre de l'académie de Göttingen, il traduit en vers français le Wallenstein de Schiller (1809).

### Sous l'Empire

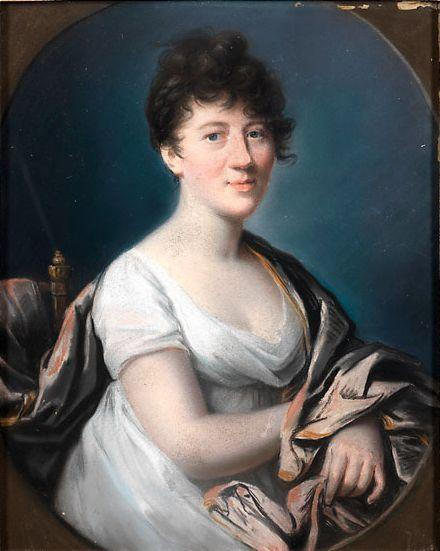
Johann Heinrich Schröder, portrait de Charlotte von Hardenberg, épouse en secondes noces de Constant en 1808.

En décembre 1804, il retrouve à Paris Charlotte de Hardenberg, avec laquelle il entame une liaison en octobre 1806. Mme de Staël ayant refusé de l'épouser après le décès de son époux, Charlotte et le vicomte du Tertre ayant divorcé en 1807, Benjamin Constant se marie secrètement avec Charlotte à Besançon, le 5 juin 1808. Entré vers la même époque en relation avec Bernadotte, il est décoré de l'Étoile polaire.
En 1814, il fait paraître De l'esprit de conquête et d'usurpation dans leurs rapports avec la civilisation européenne, hostile à Napoléon. Par l'entremise de Mme Récamier, il est chargé par Caroline Bonaparte, reine consort de Naples de défendre ses intérêts au Congrès de Vienne. Sous la Première Restauration, il défend l'alliance des Bourbons avec l'héritage issu de la Révolution dans Le Journal des Débats. Aussi, quand lui parvient la nouvelle du retour de l'île d'Elbe de Napoléon, il publie le 19 mars 1815 un article dans lequel il le traite « d'Attila, de Gengis Khan, plus terrible, plus odieux encore », affirmant : « Je n'irai pas, misérable transfuge, me traîner d'un pouvoir à l'autre, couvrir l'infamie par le sophisme, et bégayer des paroles profanées pour racheter une existence honteuse ». Puis il part pour Nantes avec l'idée de s'exiler aux États-Unis, avant de rentrer à Paris, où Napoléon le fait appeler le 14 avril pour lui demander un projet de constitution.

### Les Cent-Jours
Rallié à l'Empire, il est nommé au Conseil d'État (20 avril 1815) et participe à la rédaction de l'Acte additionnel (24 avril 1815). Il formule sa théorie du régime parlementaire dans Principes de politique applicables à tous les gouvernements représentatifs (29 mai 1815).
Après la seconde abdication de Napoléon, il se réfugie à Bruxelles (1er novembre 1815), puis en Angleterre (27 janvier 1816), bien que sa condamnation à l'exil, prononcée le 19 juillet 1815, ait été révoquée par le roi le 24 juillet suivant, et y publie Adolphe.

### Sous la Restauration
Benjamin Constant reprend la route de Paris le 27 septembre 1816, à la suite de la dissolution de la Chambre des députés des départements, dix-sept jours plus tôt. Opposé aux Ultras, il fait paraître Des moyens de rallier les partis en France, et collabore au Mercure. Une fois celui-ci interdit par la censure, Constant est l’un des fondateurs et des principaux rédacteurs de La Minerve française, puis de La Renommée. Il y rédige aussi bien des analyses que des comptes rendus d’ouvrages, dont la teneur politique est généralement marquée. Cette activité fait de Constant l’une des personnalités en vue de la vie politique et l’un des leaders d’opinion du courant libéral. Il donne par ailleurs une série de cours à l’Athénée royal, dont la célèbre conférence « De la liberté des anciens comparée à celle des modernes » ; Constant y insiste sur le nécessaire intérêt des citoyens modernes à la vie politique : le système représentatif moderne décharge certes les citoyens du « travail » politique professionnel mais il exige cependant leur extrême vigilance et leur engagement participatif pour garantir l’exercice de leurs droits et la préservation de leurs jouissances privées. Ces deux systèmes découlent de plusieurs facteurs de distinction : différence d'échelles de sociétés, différence dans les manières d'accumuler les richesses, différence dans l'organisation du travail, et plus grande proposition de loisirs. Ainsi le temps accordé aux affaires publiques et aux affaires privées n'est pas le même dans ces deux types de société. Toutefois, comme le signale Louis Lourme : « l'ensemble du dernier paragraphe de l'essai semble essayer de concilier l'inconciliable : l'État devrait permettre l'élévation morale des citoyens et les engager à participer à la vie politique, tout en veillant soigneusement à ménager leur indépendance (…) ce paragraphe peut être lu comme la défense, d'une certaine vision de l'homme, appelée à ne pas se contenter des aspirations individuelles, privée ou égoïste ». N’est-ce pas là un façon de désigner l’aporie de la raison libérale dont Constant fut l'un des plus éminents représentants ?
Dès 1817, Constant aspire à compléter son activité journalistique par un mandat électif ; mais sa personnalité, son passé ainsi que ses livres et ses articles lui suscitent de tenaces inimitiés auprès du gouvernement et des royalistes. Conscient que l’épisode des Cent-Jours lui a valu autant d’incompréhensions que d’ennemis, Constant ressent le besoin de se justifier, et il fait alors paraître les Mémoires sur les Cent-Jours ; de même cherche-t-il à faire valoir l’immutabilité de ses opinions libérales en publiant un recueil de ses textes, le Cours de politique constitutionnelle. Cela ne suffit pas immédiatement à lui valoir une élection : battu une première fois à Paris en 1817, Constant est encore vaincu de quelques voix l’année suivante lorsque le ministère lui fait obstacle en lui opposant le grand industriel Ternaux, pourtant lui-même plus proche des libéraux que de la majorité ministérielle.
Lors d’une élection complémentaire au printemps 1819, Constant est finalement élu le 26 mars par la Sarthe (667 voix sur 1 051 votants et 1 490 inscrits), dont la délégation au Palais Bourbon comprend déjà le général La Fayette. Constant monte pour la première fois à la tribune le 14 avril ; tout au long de son mandat, Constant essaie d’orienter dans un sens plus libéral la marche du ministère, sans grand succès puisque le centre (ministériel), la droite et les ultras sont toujours majoritaires au cours de cette législature, surtout après l’assassinat du duc de Berry et le virage à droite pris alors par le gouvernement en réaction. Siégeant parmi le côté gauche de la Chambre, au sein de l'opposition libérale en compagnie de Voyer d’Argenson, Lafayette, Chauvelin, Laffitte, Dupont, Manuel, Foy, Martin de Gray ou Daunou, Constant défend les principes de la Charte, la liberté de la presse, les acquéreurs de biens nationaux, la liberté individuelle, la liberté religieuse, s’oppose aux lois d'exception, combat l'esclavage.
En juin 1822, après une polémique dans la presse, il se bat en duel avec Joseph Forbin des Issarts. Réélu aux élections de 25 février 1824 député du 4e arrondissement de Paris par 737 voix sur 1 355 votants 1 475 inscrits. D'abord contestée à cause de sa nationalité suisse, son élection est finalement validée. Puis, aux élections du 17 novembre 1827, il est réélu à la fois dans la circonscription de la Seine, où il obtient 1 035 voix sur 1 183 votants et 1 291 inscrits, et dans le 2e arrondissement électoral du Bas-Rhin (Strasbourg), avec 124 voix sur 243 votants et 268 inscrits ; il choisit la seconde. Durant ces deux législatures, il s'oppose aux lois sur le sacrilège, sur le droit d'aînesse (1826) et « de justice et d'amour » contre la presse (1827). L'un des 221 en 1830, il est réélu à Strasbourg le 23 juin 1830 par 201 voix sur 275 votants et 296 inscrits.

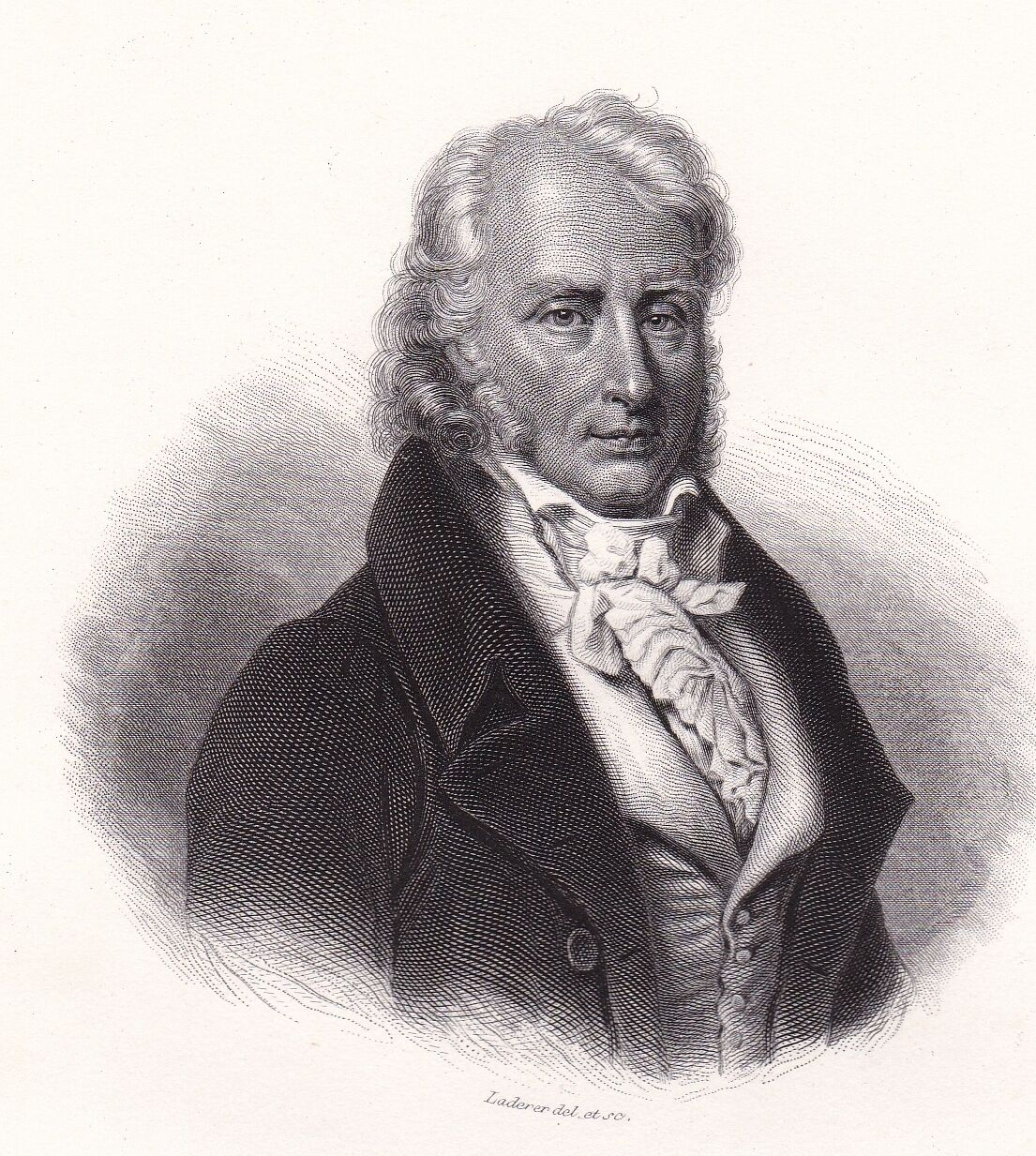
Portrait de Benjamin Constant.

Chef de file de l'opposition libérale de gauche (connue sous le nom des « Indépendants »), il est l'un des orateurs les plus éloquents de la Chambre des députés. Passé sans enthousiasme dans l'opposition dynastique après les ordonnances de juillet, il contribue à l'avènement de Louis-Philippe, qui le soulage de ses soucis financiers en lui faisant un don de 300 000 francs, tout en protestant que « la liberté passe avant la reconnaissance ». Le 27 août 1830, après l'abdication de Charles X, le 2 août, il est nommé président d'une section au Conseil d'État. Réélu le 21 octobre 1830 avec 208 voix sur 237 votants et 279 inscrits, il prononce son dernier discours à la Chambre le 19 novembre.

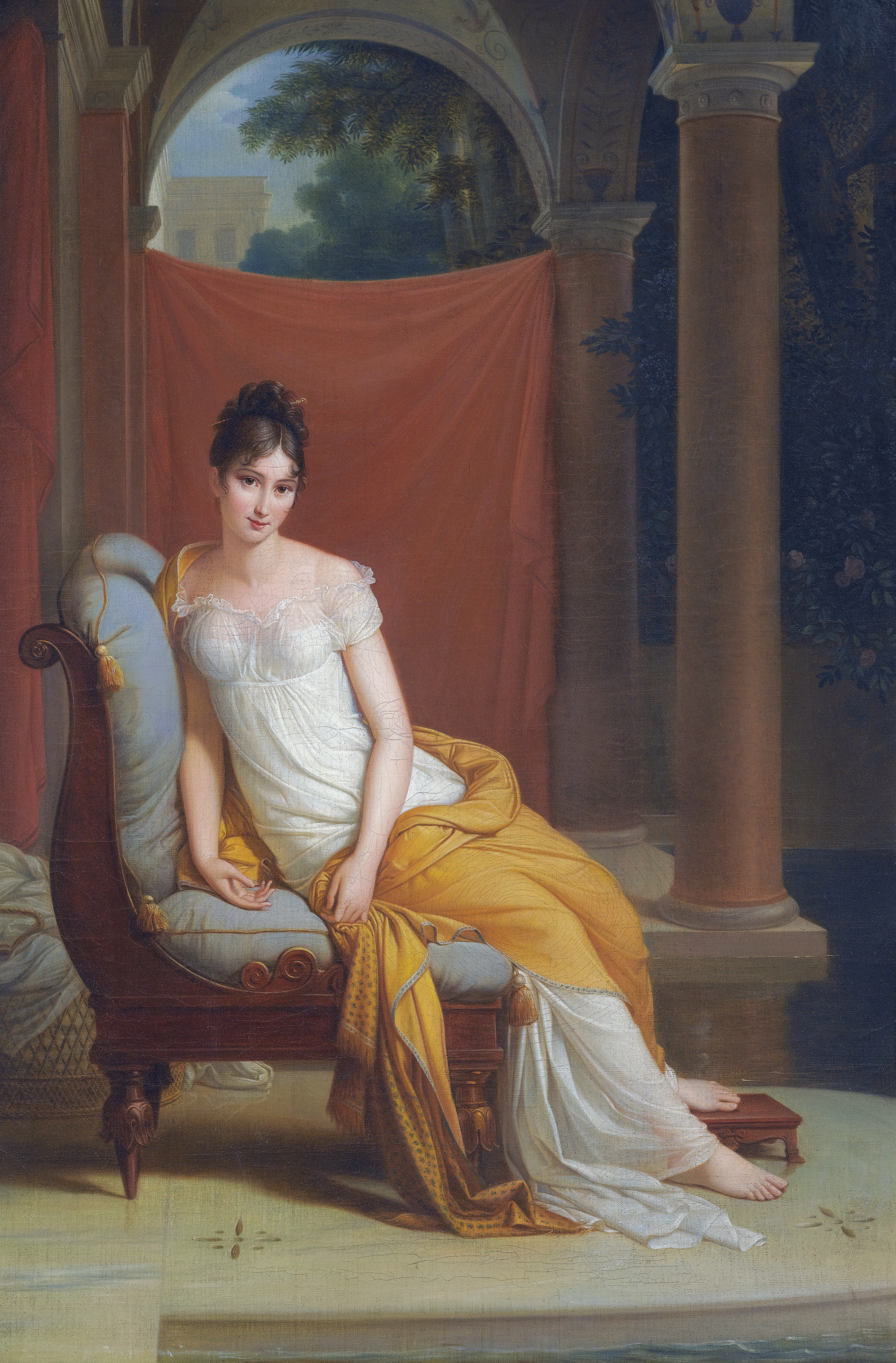
Fragonard, Madame Récamier, amie et correspondante de Constant.

Malade, il meurt le 8 décembre 1830 à 17h au bain Tivoli. Des funérailles nationales lui sont organisées le 12 décembre 1830 ; entre cent et cent cinquante mille personnes suivent le convoi funèbre, ce qui en fait l'un des cortèges les plus importants de la Restauration et du début de la monarchie de Juillet en l’honneur d’un homme politique. Au cours de la cérémonie, des jeunes gens veulent porter son cercueil au Panthéon, mais ils en sont empêchés. Un député ayant également sollicité cet honneur pour le défunt, la proposition est mise au vote, et n'obtient pas la majorité. Benjamin Constant est donc inhumé au cimetière parisien du Père-Lachaise (29e division).

### L'affaire Wilfrid Regnault
En 1817, il prend fait et cause pour Wilfrid Regnault. Celui-ci, accusé d'avoir assassiné une veuve à Amfreville, un village de Normandie, est condamné à mort le 29 août 1817 par la Cour d'assises de l'Eure. Ce jacobin normand avait vécu à Paris et était soupçonné d'avoir participé aux massacres de septembre sous la Révolution.
Benjamin Constant, à la suite du jeune Odilon Barrot, avocat de Regnault, estime que la réputation de Regnault a contribué grandement à sa condamnation. Le maire d'Amfreville-la-Campagne est en effet un noble, ancien député ultra de la Chambre introuvable de 1815. Il a participé à l'enquête, et s'est par la suite avéré l'auteur d'une note, parue dans la presse, calomnieuse à l'égard de Regnault. Constant reprend tous les éléments de l'enquête et poursuit via ses écrits la démarche que les avocats de Regnault avaient commencée : il confronte les témoignages, fait dresser un plan du village d'Amfreville, répertorie les incohérences et les contradictions des témoignages et lance une campagne de presse en faveur de Regnault, analysant toutes les incohérences de l'accusation une à une, avec autant de précision, de verve et de rigueur que Voltaire dans l'affaire Calas.
Les différentes voies judiciaires n'ayant pas abouti à sauver la tête de Regnault, le dernier recours est en effet l'instance royale, au moyen de l'opinion publique. Constant obtient, à la suite de la publication de deux brochures intitulées Lettres à Odilon Barrot, et de la campagne de presse qui suit, la commutation de la peine en vingt ans d'emprisonnement (au grand dam des ultras) à défaut de la reconnaissance de son innocence et de la grâce. Regnault sortira de prison en octobre 1830, et n'aura jamais rencontré Benjamin Constant.
À travers cette affaire particulière, c'est le droit, pour chaque personne, de combattre une décision judiciaire inique que défendait Constant. Dans un article paru dans La Minerve en mars 1818, il explique : « Encore un mot sur le procès de Wilfrid-Regnault », il écrit : « C'est aujourd'hui plus que jamais que les formes doivent être respectées […], que tout Français a le droit de s'enquérir si on les observe, si toutes les vraisemblances ont été pesées, tous les moyens de défense appréciés à leur juste valeur ». Il ajoutait que « mille motifs se réunissent pour entraîner les hommes, sans qu'ils s'en doutent, hors de la ligne, devenue étroite et glissante, de la scrupuleuse équité ».

## Œuvre
Les commentateurs ont longtemps tenu le libéralisme de Constant pour une simple rationalisation de l'égoïsme et de l'intérêt matériel ou comme un écran idéologique au triomphe d'un gouvernement élitiste. Ces reproches, comme ceux qui associent Constant à une girouette, datent de l'époque même de Constant, et l'historien polémiste Henri Guillemin s'en est fait l'un des plus bruyants porte-parole.
Depuis une trentaine d'années cependant, les travaux sur les écrits, les manuscrits et la pensée de Constant ont complètement invalidé cette vision. L'édition des Principes de politique (1806-1810), édité en 1815 (Paris, Eymery) et réédité en 1957 pour la première fois depuis l'édition originale de 1815, dans les Œuvres de Benjamin Constant (édition Pléiade, p. 1065-1215), a constitué un moment important à cet égard. On s'est de même rendu compte de l'unité de l'œuvre de Constant, loin des images de girouette : tant que les principes qu'il promeut peuvent être appliqués, peu lui importe en somme le mode de gouvernement (république, Empire ou monarchie constitutionnelle), d'où cette image qui lui a longtemps collé à la peau de serviteur déloyal aux régimes qui l'emploient.

### Les sources: Benjamin Constant, lecteur

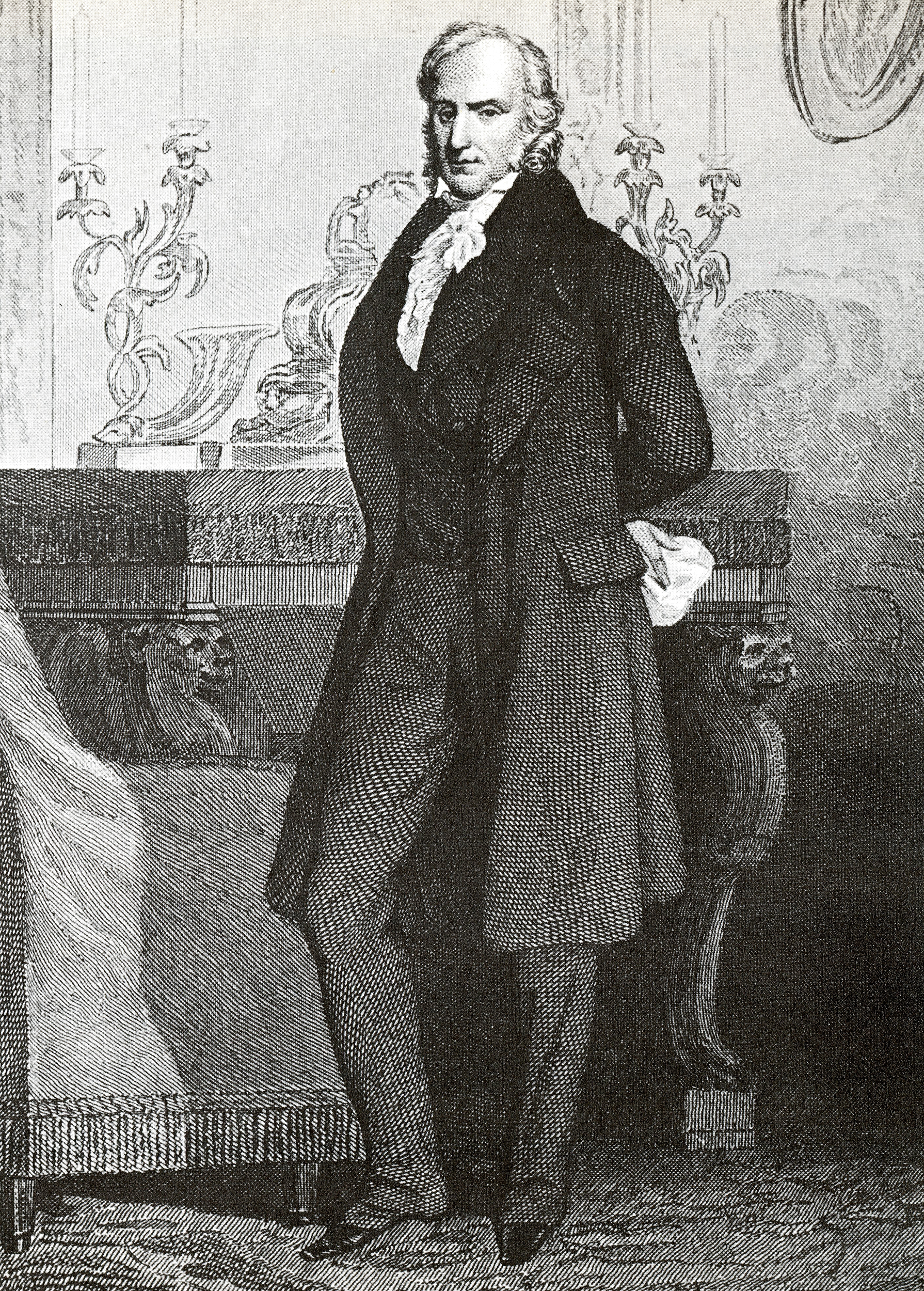
Benjamin Constant, dessin de Pauquet, gravé par Rosotte.

Avant d'être un philosophe, Constant fut un lecteur passionné et un écrivain. Il avait une excellente connaissance de la philosophie et du romantisme allemand (Kant, Schelling, Schlegel). Il entra en 1796, dans une vive polémique avec le philosophe de Koenigsberg qui soutenait que dire la vérité était un devoir moral indépendant du contexte. Il fut également volontiers lecteur des nombreux libéraux français dont Voltaire et des écrits de Condillac (il a fréquenté le milieu de Fauvel et de Cabanis).[réf. nécessaire] En revanche il était, à en croire Émile Bréhier, un ennemi de la pensée du xviiie siècle.

### Adolphe, l'écrivain
Constant est connu pour son abondante correspondance, son journal intime (1804-1816), ses récits plus ou moins autobiographiques dont Adolphe publié en 1816 à Paris. Selon le critique Charles Du Bos (1882-1939) : « l'égal de quiconque […] mais, pas plus que son esprit, sa langue ne témoigne d'aucun indice national. Elle est classique mais sans le tour classique. »
Benjamin Constant note dans son journal à la date du 11 février 1804 : « L’art pour l’art, et sans but ; tout but dénature l’art. Mais l’art atteint au but qu’il n’a pas ». La formule annonce ce que professera la génération suivante – les pré-parnassiens Théophile Gautier et Théodore de Banville, ainsi que les poètes du Parnasse tels que Leconte de Lisle. Cette doctrine de l’amour de la forme, du rejet de l’utile attirera aussi un moment Baudelaire, sans toutefois le retenir.

### La liberté chez les Modernes
Constant se distingue de ses aînés Rousseau et Montesquieu quant à sa vision du pouvoir de l'État. Pour lui, en schématisant, peu importe l'origine ou la nature du pouvoir (monarchie, république…) du moment qu'il est déployé de façon acceptable : le peuple reste souverain, sans quoi ce serait le règne de la force, mais son pouvoir doit s'arrêter au seuil de l'individu. Le bonheur et les besoins de la société ne recouvrent pas nécessairement ceux des individus : il faut donc conjuguer le pouvoir du peuple avec la protection de ceux-là. La société ne saurait avoir tous les droits sur l'individu ; il est des choses sur lesquelles la collectivité et les lois n'ont pas à s'exprimer, qu'elles n'ont pas le droit d'interdire, et que les individus ont le droit de faire : c'est ainsi que Constant donne une définition de la liberté. Il ajoute que l'homme souffrant naturellement du besoin d'agir et du plaisir à se croire nécessaire, le pouvoir occupé par un homme tend en général à s'accroître : il faut ainsi prendre des précautions contre le pouvoir lui-même (plutôt que contre l'homme qui le possède), comme d'une arme qui pourrait tomber en des mains incertaines : « c'est contre l'arme et non contre le bras qu'il faut sévir ».
« Toute autorité qui n'émane pas de la volonté générale est incontestablement illégitime. […] L'autorité qui émane de la volonté générale n'est pas légitime par cela seul […]. La souveraineté n'existe que d'une manière limitée et relative. Au point où commence l'indépendance de l'existence individuelle, s'arrête la juridiction de cette souveraineté. Si la société franchit cette ligne, elle se rend aussi coupable de tyrannie que le despote qui n'a pour titre que le glaive exterminateur. La légitimité de l'autorité dépend de son objet aussi bien que de sa source ». Constant théorise ainsi l'expérience vécue sous la Terreur : le peuple souverain sans limite conduit à des formes aussi abominables que la plus brutale monarchie de droit divin.
La multiplication des pouvoirs pour limiter les pouvoirs entre eux peut mener, selon Constant, à une escalade indésirable et à une forme de tyrannie du nombre : plus les bénéficiaires et les lieux du pouvoir sont nombreux, plus violente risque d'être leur tyrannie ainsi démultipliée. Pour Constant, les garanties constitutionnelles et l'opinion publique constituent les plus sûrs garde-fous à un emballement du pouvoir étatique, d'où l'importance qu'il accorde dans ses écrits, particulièrement pendant la Restauration, à la liberté de la presse : « Toutes les barrières civiles, politiques, judiciaires deviennent illusoires sans liberté de la presse ». Sans elle, le peuple se détacherait entre autres des affaires publiques ; l'activité et l'émulation des écrits permettent aux esprits d'être stimulés, de parvenir à plus de pénétration et de justesse. Constant a une vision perfectibiliste de l'histoire.
Il insiste également sur la garanties des formes, en particulier judiciaires, en tant que rempart contre l'arbitraire et les abus, arguant que la seule utilité n'est pas un principe satisfaisant ni suffisant : « L'on peut trouver des motifs d'utilité pour tous les commandements et pour toutes les prohibitions. […] C'est avec cette logique que de nos jours on a fait de la France un vaste cachot ». À la Chambre, le 3 mai 1819, il combat aussi ce système qui dit qu'il vaut mieux prévenir les délits que les punir, « système toujours mis en avant par le despotisme pour enchaîner les innocents, sous le prétexte qu'ils pourraient bien devenir coupables ; système qui s'étend d'un individu à tous les individus, d'une classe à toutes les classes, et ourdit un vaste filet dans lequel tous, sous le prétexte d'être garantis, se trouvent enveloppés ». Constant soutient que le gouvernement doit absolument respecter les formes, c'est-à-dire ne pas céder à la violence illégitime, à l'arbitraire, à l'injustice ou à l'irrégularité, même contre ses ennemis, sous prétexte de perdre de sa légitimité, du respect qu'il doit inspirer, et de sacrifier le but qu'il veut atteindre aux moyens trop importants qu'il y emploie.
Auteur libéral, c'est de l'Angleterre plus que de la Rome antique qu'il tire son modèle pratique de la liberté dans de vastes sociétés commerçantes. Il établit en effet une distinction entre la « liberté des Anciens » et celle des « Modernes ». Il définit la première comme une liberté républicaine participative conférant à chaque citoyen le pouvoir d'influer directement sur la politique à travers des débats et des votes à l'assemblée publique. Le pendant de ce pouvoir politique est « l'asservissement de l'existence individuelle au corps collectif », la liberté individuelle étant totalement soumise aux décisions du corps politique. Pour assurer la participation à la vie politique, la citoyenneté est un lourd fardeau et une obligation morale nécessitant un investissement considérable en temps et en énergie. En général ceci ne peut se faire sans une sous-société d'esclaves chargée de l'essentiel du travail productif, permettant ainsi aux citoyens de se consacrer aux affaires publiques. En outre, la « liberté des Anciens » concerne des sociétés homogènes et de petite taille, dans lesquelles la totalité des citoyens peut sans difficulté se rassembler en un même lieu pour débattre.
La « liberté des Modernes », par opposition, est selon Benjamin Constant fondée sur les libertés civiles, l'exercice de la loi, et l'absence d'intervention excessive de l'État. La participation directe des citoyens y est limitée : c'est la conséquence nécessaire de la taille des États modernes. C'est aussi le résultat inévitable du fait d'avoir créé une société commerçante dépourvue d'esclaves dont tous les membres ou presque sont dans l'obligation de gagner leur vie par leur travail. Dans ces sociétés, les citoyens élisent des représentants, qui délibèrent en leur nom au parlement et leur épargnent ainsi la nécessité d'un engagement politique quotidien.
De plus, Constant pense que le commerce, qui vaut mieux que la guerre, est naturel aux sociétés modernes. En conséquence, il critique les appétits de conquête de Napoléon comme non libéraux et non adaptés à l'organisation des sociétés modernes, fondées sur le commerce. La liberté ancienne tendrait naturellement vers la guerre, tandis qu'un État organisé selon les principes de la liberté moderne serait en paix avec toutes les nations pacifiques.

### La critique de la souveraineté populaire
Constant rejette la thèse de Rousseau sur la souveraineté populaire, selon laquelle, fondée sur la volonté générale, elle est absolue et ne peut être ni déléguée ni divisée. Pour Constant la souveraineté populaire est dangereuse pour la liberté, car il est dangereux de faire croire à quelqu’un qu’il est souverain ; il aura alors tendance à tout régenter.
Constant convient que la souveraineté est et doit être celle du peuple, mais elle doit être limitée sous peine de verser dans l’arbitraire. En effet, Constant reproche à Rousseau d’avoir confondu, dans son appréhension de la souveraineté populaire, liberté et garantie. Contrairement à ce que suppose Rousseau, la souveraineté populaire n’est pas en tant que telle réalisation de la liberté de chacun, elle est, et doit rester, un « principe de garantie », qui vise à empêcher un individu de s’emparer de l’autorité qui appartient à l’association entière. Mais ce principe ne dit rien sur la nature de cette autorité. L’autorité de la volonté générale n’est donc pas toujours légitime, notamment parce que l’intérêt général dont elle est la voix nuit fréquemment à l’individu. Aussi réplique-t-il à Rousseau que « la souveraineté du peuple n’est pas illimitée, elle est circonscrite dans les bornes que lui tracent la justice et les droits des individus. La volonté de tout un peuple ne peut rendre juste ce qui est injuste ». Ni une majorité, ni même une unanimité ne peut défaire un principe qui relève du droit naturel.
La souveraineté populaire doit donc être limitée, ce qui signifie qu'elle doit être déléguée, c'est-à-dire que seul un gouvernement représentatif est souhaitable.

### Sentiment religieux etméliorisme
En plus de ses travaux littéraires et politiques, Constant a travaillé durant une quarantaine d'années sur la religion et le sentiment religieux. Ses ouvrages témoignent d'une ambition de saisir un phénomène social inhérent à la nature humaine qui, dans les formes qu'il prend, est soumis au concept de perfectibilité. Si les formes se figent, la rupture est inévitable : les formes que prend le sentiment religieux doivent donc s'adapter et évoluer.
Constant refuse à l'autorité politique le droit de se mêler de la religion de ses sujets, même pour la défendre. Il estime que chaque individu doit pouvoir conserver le droit de trouver où il le souhaite consolation, morale et foi : « L'autorité ne peut agir sur la conviction. Elle n'agit que sur l'intérêt ». Il condamne de même la vision d'une religion vulgairement utile, au nom de la dégradation du sentiment.
Il considère le déclin du polythéisme comme un fait nécessaire depuis le progrès de l'humanité. « Plus l'esprit humain se perfectionne, plus les résultats du théisme doivent être heureux ». Le théisme connaît lui aussi une évolution. Le christianisme, en particulier sous sa forme protestante, est, à ses yeux, la forme la plus tolérante et le degré supérieur de l'évolution intellectuelle, morale et spirituelle.

### Édition de son œuvre
L'édition de référence de l'œuvre complète de Constant, riche en introductions, notes et variantes, est celle des Œuvres Complètes, éditée de 1993 à 2019 chez Max Niemeyer à Tübingen, puis chez De Gruyter à la suite du rachat de la première maison d'édition par la seconde. Cette édition comporte trente-trois tomes regroupant les œuvres littéraires de Constant, quatorze tomes regroupant sa correspondance et un catalogue de sa bibliothèque,.
Un volume de ses œuvres regroupées sous le titre Écrits autobiographiques – Littérature et politique – Religion est paru dans la Bibliothèque de la Pléiade (édition et préface d'Alfred Roulin, 1957).

#### Essais
- De la force du gouvernement actuel de la France et de la nécessité de s'y rallier (1796)
- Des réactions politiques (1797)
- Des effets de la Terreur (1797)
- Fragments d'un ouvrage abandonné sur la possibilité d'une constitution républicaine dans un grand pays (publié en 1991 chez Aubier, ouvrage inédit probablement rédigé entre 1795 et 1810)
- Benjamin Constant, "De l’esprit de conquête et de l’usurpation dans leurs rapports avec la civilisation européenne", Hanovre, Londres et Paris, Hahn et H. Nicolle, 1814, (OCLC 729678587), (BNF 35284845), lire en ligne sur Gallica
- Réflexions sur les constitutions, la distribution des pouvoirs et les garanties dans une monarchie constitutionnelle (1814)
- Principes de politique applicables à tous les gouvernements représentatifs (1815)
- De la libertés des brochures, de pamphlets et des journaux considérée sous le rapport de l'intérêt du gouvernement
- De la doctrine politique qui peut réunir les partis en France (1816)
- Des élections de 1818 (1818)
- De la liberté de l'industrie (1818)
- Cours de politique constitutionnelle (1818-1820). Nouvelle édition 1836
- Les mémoires sur les Cent-Jours (1819-1820)
- Commentaire sur l'ouvrage de Filangieri (1822)
- Lettre à Mr. le Procureur-Général de la Cour Roy. de Poitiers (1822)
- De la religion, considérée dans sa source, ses formes et ses développements. Tome premier; Tome II; Tome III; Tome IV; Tome V (1824–1834). Vertaald als: Over de godsdienstige vrijheid. Te Arnhem: bij C.A. Thieme, 1837
- Appel aux Nations chrétiennes en faveur des Grecs (1825). Vertaald als: Beroep op de christen natien, ten gunste der Grieken. Te 's Gravenhage, bij S. de Visser, 1825
- Discours de M. Benjamin Constant à la Chambre des députés. Tome premier; Tome second (1827-1828)
- Mélanges de littérature et de politique (1829)
- Choix de rapports opinions et discours prononcés à la chambre des députés (1832)
- Du polythéisme romain considéré dans ses rapports avec la philosophie grecque et la religion chrétienne (1833)
- Correspondance de Benjamin Constant et d'Anna Lindsay - L'Inconnue d'Adolphe, publiée par la baronne Constant de Rebecque. (Plon, 1933).

#### Romans
- Dennis Wood, Isabelle de Charrière et Benjamin Constant. À propos d'une découverte récente. [Sur Les Lettres d'Arsillé fils, Sophie Durfé et autres, roman écrit par Benjamin Constant et Madame de Charrière.] In : Studies on Voltaire and the eighteenth century ; 215. (Oxford, Voltaire Foundation, 1982), p. 273-279.
- Adolphe (1816) — consultez quelques citations

#### Écrits autobiographiques
- Le Cahier rouge (1807), publication posthume (1907)
- Cécile (écrit vers 1809), publication posthume (1951)[34]

#### Lettres
- Lettre à M. Odillon-Barrot, avocat en la Cour de cassation, sur l'affaire de Wilfrid Regnault Lettre à M. Odillon-Barrot, avocat en la Cour de cassation, sur l'affaire de Wilfrid Regnault, condamné à mort (1818)
- 2me lettre à M. Odilon Barrot, avocat en la Cour de cassation, sur l'affaire de Wilfrid Regnault, condamné à mort (1818)
- De l'appel en calomnie de M. le marquis de Blosseville, contre Wilfrid-Regnault (1818)
- Correspondance Isabelle de Charrière et Benjamin Constant (1787-1805), Éd. Jean-Daniel Candaux. Paris, Desjonquères, 1996
- Renée Weingarten, Germaine de Staël & Benjamin Constant. A dual Biography, Yale, 2008.
- Lettres à Madame Récamier (1807-1830), Edition critique par Ephraïm Harpaz, Paris, Librairie C. Klincksieck, 1977.

#### Journal intime
- Journaux intimes, édition de Jean-Marie Roulin, Paris, Gallimard, coll. « Folio classique », n°6382, 2017, 1140 p.  (ISBN 978-2-07-079214-6)

### Jugement de contemporains
Selon Alexandre Dumas, Benjamin Constant n’avait « rien fait que sous l’inspiration des femmes ; en littérature, elles furent ses maîtres ; en politique, elles furent ses guides. » Son regard devient plus incisif encore lorsqu’il ajoute voir en lui un « composé de contradictions et de faiblesses », « une courtisane » qui se donnait à tout ce qui « en politique, en littérature, en moralité » détenait le pouvoir.
Victor Hugo, quant à lui, se rappelle « un de ces hommes rares qui fourbissent, polissent et aiguisent les idées générales de leur temps ». Lors de son discours à l'entrée l'Académie française, il cite Constant parmi les rares qui ne se sont pas agenouillés devant Napoléon.
Charles Nodier confiera au même Hugo, alors qu’on venait d’annoncer en même temps que la mort de Constant celle de Goethe et de Pie VIII : « Trois papes de morts ».

### Postérité

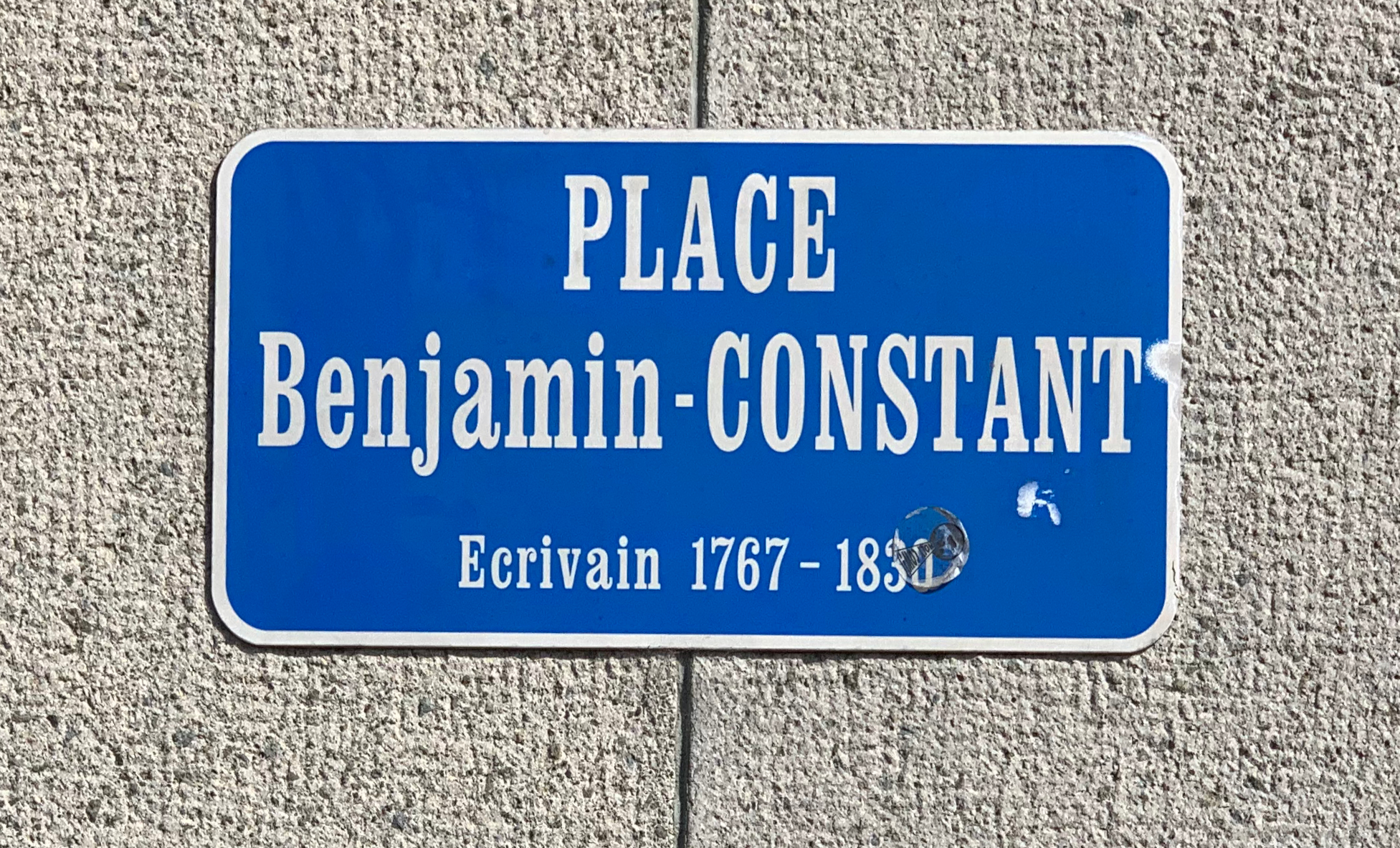
Place Benjamin-Constant à Lausanne : plaque de rue.

Il existe une Association Benjamin Constant, basée à Lausanne, qui vise à promouvoir la pensée et l'œuvre de l'écrivain.
Ses essais sur l'évolution des religions et le sentiment religieux soumis au concept de perfectibilité sont parfois rapprochés avec Auguste Comte et Ernest Renan.
Benjamin Constant est indirectement le héros de du roman L'Imitation (1998) de Jacques Chessex, dont le personnage principal, Jacques-Adolphe (Jacques comme le prénom de l'auteur, Adolphe qui renvoie à l'œuvre la plus connue de Constant), agit et vit dans l'imitation de son modèle, Benjamin Constant.
Il apparaît dans le roman d'Anne Villemin Sicherman 1803, la nuit de la sage-femme (2023) en compagnie de Madame de Staël et Charles de Villers.
Dans l'ouvrage collectif interdisciplinaire Adolphe de Benjamin Constant. Postériorité d'un roman (1816-2016), une vingtaine de spécialistes, issus d'une dizaine pays, ont composé des articles critiques consacrés à l'héritage de ce roman.
Depuis 1909, l'écrivain est honoré à Lausanne d'une rue, l'avenue Benjamin-Constant, et d'une place à son nom. En France plusieurs voies sont nommées en l'honneur de l'écrivain, dont la rue Benjamin-Constant à Paris 19e.
Benjamin Constant Botelho de Magalhães (1836-1891), militaire, enseignant et homme politique brésilien, a été prénommé en son honneur. Il a lui-même donné son nom à la municipalité de Benjamin Constant, en Amazonie.

#### Livres d'artistes contemporains sur l’Adolphede Benjamin de Constant
- Louise Beetschen, Adolphe, 1er paragraphe du 4e chapitre « revu et corrigé à plusieurs mains », livre à 100 feuilles de l’écriture calligraphique, 21 x 29,6 cm, reliure à la chinoise, 2015.
- Catherine Bolle, Étude pour Adolphe, imprimés décousus annotés (« Gazette de Lausanne », 1814), encre de Chine et crayon blanc, 21 x 14,5 cm, 2015
- Anne Bossenbroek, Adolphe, d’après Benjamin Constant, livret dépliant, découpages, impression laser, 15,5 x 9,5 cm, exemplaire unique, 2015
- Serge Chamchinov & Anne Arc, Une phrase trouvée dans un livre de Benjamin Constant, livre dépliant, encre de Chine, collages, 43 x 21,2 cm, 2015.
- Valérie Crausaz, Adolphe, cahier 28,5 x 13,3 cm, xylographie, linogravure, tirage 6 exemplaires, 2015.
- Martha Dobay-Masszi, Quelques passages tirés d’Adolphe de Benjamin Constant, eau-forte, photogravures, 39 x 28 cm, exemplaire unique, 2015.
- Dominique Giante, bc A, livre dépliant gravé en taille-douce, 12,5 x 10,5 cm, exemplaire unique, 2015.
- Claudine Gaetzi, Ellénore, dessins sur le livre imprimé, crayon, aquarelle, pigments, 18,2 x 12 cm, exemplaire unique, 2015.
- Claire Koenig, Adolphe, le jaune et le noir, livre imprimé, aquarelle, 17,8 x 10,8 cm, exemplaire unique, 2015.
- Carla Neis, Adolphe, livre rouleau sur calque, encre blanche, 186 x 66 cm, 2015.
- Claire Nicole, Adolphellénore, livre-objet à corps soudé, 23 x16 cm, exemplaire unique, 2015.
- Claire Nydegger, Adolphe, classeur avec les croquis de l’artiste, 23 x 13 cm, exemplaire unique, 2015.
- Anne Peillex, Adolphe, dessins sur un exemplaire de l’édition originale de 1816, 18 x 115 cm, livre unique, 2015.
- Chantal Quéhen, Sans titre, livre-objet, lettre à la plume introduite dans un flacon de verre, 25 x 18 cm, exemplaire unique, 2015.
- Jean-François Reymond, Adolphe, rouleau du papier gravé en taille douce, 36 x 183 cm, exemplaire unique, 2015.
- Nicolas Rogg, Sans titre, sculpture composite, 24 x 21,5 x 28 cm, exemplaire unique, 2015.
- Pascal Rümbeli, Partis pris, sculpture métallique à 12 demi-cercles (sur un support en bois, 22 x 10 x 7,5 cm), exemplaire unique, 2015.
- Laetitia Walsh, reliure originale en maroquin, papier marbré sur un exemplaire de l’édition 1902 (Paris) d’Adolphe avec des eaux-fortes de Georges Jeanniot, 27 x 22 cm, 2015.
- Ghristiane Yvelin, Adolphe, livre-objet, feuilles de l’édition ancienne mises dans un cylindre en porcelaine, exemplaire unique, 2015.

#### Allemand
- Norbert Campagna: Benjamin Constant. Eine Einführung. Parerga, Berlin 2003, 241 p.
- Lothar Gall: Benjamin Constant. Seine politische Ideenwelt und der deutsche Vormärz. Steiner, Wiesbaden 1963, 433 p.
- Helene Ullmann: Benjamin Constant und seine Beziehungen zum deutschen Geistesleben. Ebel, Marburg 1915, XII & 52 p.
- Florian Weber: Benjamin Constant und der liberale Verfassungsstaat. Politische Theorie nach der Französischen Revolution. VS Verlag, Wiesbaden 2004, 328 p.

#### Anglais
- Catrine Carpenter, 'Benjamin Constant's religious politics', in History of European Ideas; 35,4 (2009), 503–509.
- Biancamaria Fontana, Benjamin Constant and the Post-Revolutionary Mind (1991. Yale U.P., New Haven – London).
- Marcel Gauchet, “Constant”, in A Critical Dictionary of the French Revolution, ed. François Furet and Mona Ozouf (1989), 924 p.
- Helena Rosenblatt, Eclipses and Revivals: Constant’s Reception in France and America (1830-2007), in The Cambridge Companion to Constant, ed. H. Rosenblatt (2009. University Press, Cambridge), 351-377.
- K. Steven Vincent: Benjamin Constant and the Birth of French Liberalism. Palgrave Macmillan, New York 2016,  (ISBN 978-1-349-29239-4), 280 p.
- Dennis Wood, Benjamin Constant: A Biography (1993).
  - "Benjamin Constant, un libéralisme enraciné", Raison Publique, Paris, Presses de l'Université Paris -Sorbonne, 2007.
  - "Benjamin Constant et Chateaubriand, deux défenses de la monarchie", Revue Française d'Histoire des Idées Politiques, Paris, 2004.

#### Français
- Paul Bastid, Benjamin Constant et sa doctrine, 2 vol., Paris, Armand Colin, 1966, 1107 p.
- Nathalie Bondil, Benjamin-Constant : merveilles et mirages de l'orientalisme : [exposition, Toulouse, Musée des Augustins, 4 octobre 2014-4 janvier 2015, Montréal, Musée des beaux-arts, 31 janvier-31 mai 2015], Paris, Hazan, 2014, 399 p. (ISBN 978-2-7541-0779-2).
- Léonard Burnand, « Lausanne et la mémoire de Benjamin Constant. L'ombre du grand homme », Revue historique vaudoise, vol. 127,‎ 2019, p. 29-41 (ISSN 1013-6924).
- Léonard Burnand, Benjamin Constant, Paris, Perrin, coll. Perrin Biographie, 2022, 376 p.  (ISBN 978-2-262-06497-6)
- Patrick Cabanel, « Constant (de Rebecque) Benjamin », in Patrick Cabanel et André Encrevé (dir.), Dictionnaire biographique des protestants français de 1787 à nos jours, tome 1 : A-C, Les Éditions de Paris Max Chaleil, Paris, 2015, p. 721-723  (ISBN 978-2846211901).
- Émile-François Callot, La Pensée libérale au XIXe siècle à travers trois moments de sa formation : Benjamin Constant, Alexis de Tocqueville, Lucien A. Prévost-Paradol, Lyon, L'Hermès, 1987, 146 p.  (ISBN 2-85934-192-7).
- Béatrice Fink (dir.), Benjamin Constant : philosophe, historien, romancier et homme d'État (actes du colloque de l'université du Maryland, octobre 1989), Lausanne, Institut Benjamin Constant ; Paris, J. Touzot, 1991, 186 p.
- Marcel Gauchet, « Benjamin Constant : l'illusion lucide du libéralisme », préface à Benjamin Constant, Écrits politiques, collection «Pluriel », Paris, L.G.F., 1980 (textes choisis, présentés et annotés par Marcel Gauchet).
- Henri Guillemin, Benjamin Constant, muscadin, Paris, Gallimard, 1958.
- Arnold de Kerchove d'Ousselghem (écrivain et journaliste belge), Benjamin Constant ou le libertin sentimental, Paris, Albin Michel, 1950, 362 p.
- Hofmann, Étienne. (Réd.), Benjamin Constant, Madame de Staël et le Groupe de Coppet : Actes du Deuxième Congrès de Lausanne à l'occasion du 150e anniversaire de la mort de Benjamin Constant Et Du Troisième Colloque de Coppet, 15-19 juillet 1980, Oxford/Lausanne/Paris, Oxford, The Voltaire Foundation and Lausanne, Institut Benjamin Constant, 1982, 574 p. (ISBN 0-7294-0280-0).
- Kurt Kloocke, Benjamin Constant : une biographie intellectuelle, Genève, Droz, 1984, 374 p.
- Robert Leroux et David M. Hart, L'âge d'or du libéralisme français, Paris, Ellipses, 2014.
- Andrew Oliver, Benjamin Constant, écriture et conquête du moi, Paris, Lettres modernes, 1970, 285 p.
- Giovanni Paoletti, Benjamin Constant et les Anciens. Politique, religion, histoire, Paris, Honoré Champion, 2006.
- Guy Poitry, « Corps et journal intime : Guérin, Amiel, Constant », http://www.unige.ch/lettres/framo/files/9714/3705/8729/G_Poitry.pdf.
- Georges Poulet, Benjamin Constant par lui-même, Paris, Éditions du Seuil, 1968, 188 p.
- Adolphe Robert, Gaston Cougny (dir.), Dictionnaire des parlementaires français de 1789 à 1889, Paris, Edgar Bourloton, 1889, tome 2 (de Constans à Corcelles), p. 172-173.
- Jean-Marie Roulin, « Pour une pragmatique de l’éthos intime. Le cas des journaux de Benjamin Constant », Études françaises, vol. 59, no 3,‎ 2023, p. 17-32 (lire en ligne).
- Gustave Rudler, La Jeunesse de Benjamin Constant (1767-1794) : le disciple du XVIIIe siècle ; utilitarisme et pessimisme ; Mme de Charrière. D’après de nombreux documents inédits, Paris, 1908, xi-542 p., portr., in-8º (OCLC 1254857484, lire en ligne sur Gallica).
- Tzvetan Todorov, Benjamin Constant : la passion démocratique, Paris, Hachette littératures, 1997, 214 p.  (ISBN 2-01-235329-0).
- Emeric Travers, Benjamin Constant, les principes et l'histoire, Paris, Honoré Champion, 2005, 659 p.  (ISBN 2-7453-1407-6). Le statut de l'exemple historique dans la pensée politique de Constant. » Actes du Colloque de Coppet 2006, Annales Benjamin Constant, 2007. Critique du légicentrisme et multiplication des lois chez Benjamin Constant », Les Recherches Philosophiques, 2008. Un libéralisme enraciné ; civisme et subjectivité chez Benjamin Constant, Raison publique, n°5, Presses de l'Université de Paris Sorbonne, 2006.

#### Italien
- Mauro Barberis, Benjamin Constant. Rivoluzione, costituzione, progresso (1988. Il Mulino, Bologna).
- Luca Fezzi, Il rimpianto di Roma. 'Res publica', libertà 'neoromane' e Benjamin Constant, agli inizi del terzo millennio (2012, Firenze, Le Monnier).
- Stefano De Luca, Il pensiero politico di Benjamin Constant (1993. Laterza, Roma-Bari).

#### Bases de données et dictionnaires
- Ressources relatives à la recherche :   - Bibliothèque interuniversitaire de santé
  - Les Classiques des sciences sociales
  - Internet Philosophy Ontology
  - Isidore
- Ressources relatives au spectacle :   - Archives suisses des arts de la scène
  - Les Archives du spectacle
- Ressource relative à la santé :   - Bibliothèque interuniversitaire de santé
- Ressource relative à plusieurs domaines :   - Radio France
- Ressource relative à la vie publique :   - Base Sycomore
- Ressource relative à la bande dessinée :   - BD Gest'
- Ressource relative aux beaux-arts :   - British Museum
- Ressource relative à l'audiovisuel :   - Unifrance
- Notices dans des dictionnaires ou encyclopédies généralistes :   - Britannica
  - Brockhaus
  - Den Store Danske Encyklopædi
  - Deutsche Biographie
  - Dictionnaire historique de la Suisse
  - Dizionario di Storia
  - Enciclopedia italiana
  - Enciclopedia De Agostini
  - Gran Enciclopèdia Catalana
  - Handbook of Texas Online
  - Hrvatska Enciklopedija
  - Internetowa encyklopedia PWN
  - Larousse
  - Nationalencyklopedin
  - Proleksis enciklopedija
  - Store norske leksikon
  - Treccani
  - Universalis
  - Visuotinė lietuvių enciklopedija
- Notices d'autorité :   - VIAF
  - ISNI
  - BnF (données)
  - IdRef
  - LCCN
  - GND
  - Italie
  - Japon
  - CiNii
  - Espagne
  - Belgique
  - Pays-Bas
  - Pologne
  - Israël
  - NUKAT
  - Catalogne
  - Suède
  - Vatican
  - WorldCat